# Nglames
Nglames is een bestuurslaag in het regentschap Madiun van de provincie Oost-Java, Indonesië. Nglames telt 3512 inwoners (volkstelling 2010).